# الآخر (أسماء الله الحسنى)
الآخِر هو اسم من أسماء الله الحسنى في الإسلام، ويعني أنه الذي لا شيء بعده، وأنه الذي لا انتهاء له، والذي يرجع إليه كل شيء وتنتهي إليه أمور الخلائق كلها كما ورد عند ابن حبان والبخاري من حديث البراء بن عازب  أن النبي ﷺ قال: «اللَّهُمَّ أَسْلَمْتُ نَفْسِي إِلَيْكَ وَفَوَّضْتُ أَمْرِي إِلَيْكَ وَأَلْجَأْتُ ظَهْرِي إِلَيْكَ رَهْبَةً وَرَغْبَةً إِلَيْكَ، لاَ مَلْجَأَ وَلاَ مَنْجَا مِنْكَ إِلاَّ إِلَيْكَ»، ويدل اسم الله (الآخر) على أنه هو الغاية، والصمد الذي تصمد إليه المخلوقات بتألُّهها، ورغبتها، ورهبتها، وجميع مطالبها". ولم يرد ذكر اسم الله (الآخِر)، إلا مرة واحدة في القرآن الكريم، في سورة الحديد، وقد ورد مقترناً مع ثلاثة من أسماء الله (الأول والظاهر والباطن). ومن الأَثَرُ الإيماني بهذا الاسم الكريم (الآخِر): أنه يقتضي عدم ركون العبد ووثوقه بالأساب والوقوف معها، لأنها تنعدم لا محالة، وتنقضي بالآخرية، ويبقى الدائم الباقي بعدها، فالتعلق بها تعلق بما يُعدم وينقضي، والتعلق بالآخر –سبحانه- تعلق بالحي الذي لا يموت ولا يزول، بخلاف التعلق بغيره مما له آخر ويفنى به".

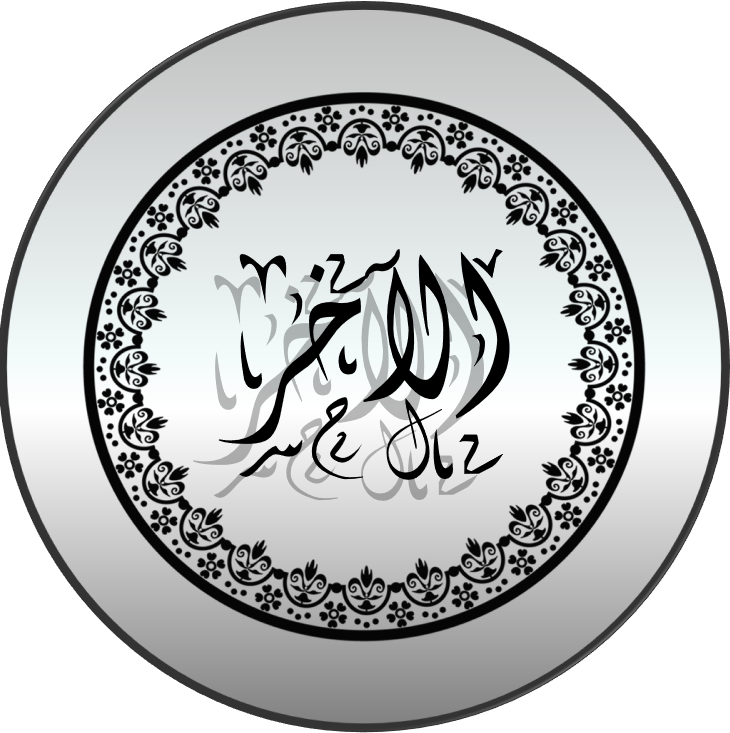
اسم الله الآخر مكتوب بخط مزخرف

```
== معنى اسم الله الآخر ==
```

### معنى اسم الآخِر لغة
الآخر في اللغة: اسم فاعل لمن اتصف بالآخرية، فعله أَخَر يَأْخر أخرا.وفي لسان العرب: "الآخِر، بكسر الخاء: نقيض المتقدم، والمستأخِر نقيض المستقدم".
والآخِرُ ما يقابل الأَوَّل، كقوله تعالى: ﴿قَالَ عِيسَى ابْنُ مَرْيَمَ اللَّهُمَّ رَبَّنَا أَنْزِلْ عَلَيْنَا مَائِدَةً مِنَ السَّمَاءِ تَكُونُ لَنَا عِيدًا لِأَوَّلِنَا وَآخِرِنَا وَآيَةً مِنْكَ وَارْزُقْنَا وَأَنْتَ خَيْرُ الرَّازِقِينَ ۝١١٤﴾ المائدة:114
يقال الآخر لما بقي في المدة الزمنية، كقوله تعالى: ﴿وَقَالَتْ طَائِفَةٌ مِنْ أَهْلِ الْكِتَابِ آمِنُوا بِالَّذِي أُنْزِلَ عَلَى الَّذِينَ آمَنُوا وَجْهَ النَّهَارِ وَاكْفُرُوا آخِرَهُ لَعَلَّهُمْ يَرْجِعُونَ ۝٧٢﴾ آل عمران:72
ويقال الآخر للثاني من الأرقام العددية أو ما يعقب الأول في البعدية والنوعية كقوله تعالى: ﴿ثُمَّ أَغْرَقْنَا الْآخَرِينَ ۝٦٦﴾ الشعراء:66
ويقال أيضًا لما بقي في المواضع المكانية مثال: ما رواه البخاري من حديث ابْنَ عَبَّاسٍ  أنه قَالَ« صَعِدَ النَّبِي صلى الله عليه وسلم الْمِنْبَرَ وَكَانَ آخِرَ مَجْلِسٍ جَلَسَهُ مُتَعَطِّفًا مِلحَفَةً عَلَى مَنْكِبَيْهِ»، ونهاية الجمل الكلامية كقوله تعالى: ﴿دَعْوَاهُمْ فِيهَا سُبْحَانَكَ اللَّهُمَّ وَتَحِيَّتُهُمْ فِيهَا سَلَامٌ وَآخِرُ دَعْوَاهُمْ أَنِ الْحَمْدُ لِلَّهِ رَبِّ الْعَالَمِينَ ۝١٠﴾ يونس:10
- الفرق بين الآخَر و الآخِر: قال الراغب: "(آخِر) بالكسر يُقابل به الأوّل، و (آخَر) بالفتح يُقابل به الواحد".[8] فالْفرق بَين (الآخَر) بفتح الخاء، و (الْآخِر)، بكسرها: "أن الآخَر بمعنى ثان، وكل شيء يجوز أن يكون له ثالث، وما فوق ذلك يقال فيه آخَر، ويقال للمؤنث أخرى، وما لم يكن له ثالث فما فوق ذلك، قيل: الأول والآخِر، ومن هذا ربيع الأول وربيع الآخِر".[9] والله هو المتصف بالبقاء والآخرية فهو الآخر الذي يؤخر الأشياء فيضعها في مواضعها،[10] وأن ما سواه باق بإبقائه إن شاء أبقاه وإن شاء أفناه، فبقاء المخلوقات في الآخرة لا لذاتها ولكن بعطاء من الله لإكرام أهل طاعته وإنفاذ عدله في أهل معصيته

### معنى اسم الآخِر اصطلاحاً
(الآخِر) هو اسم من أسماء الله الحسنى". "الباقي بعد فناء خلقه، الدائم بلا نهاية". فليس بعده شيء، الذي تنتهي إليه أمور الخلائق كلها. ويقول ابن القيم: "سبق كل شيء بأوليته، وبقي بعد كل شيء بآخريته".* وأحسن التعريفات وأكملها، ما فسَّرَه رسول الله –صلى الله عليه وسلم- عند مناجاته لربه بهذا الاسم: (وأنت الآخِر فليس بعدك شيء)".

### أقوال العلماء في معنى الآخِر
- قال ابن جرير الطبري:[15] «هو الأول قبل كل شيء بغير حد، والآخر بعد كل شيء بغير نهاية، وإنما قيل ذلك كذلك، لأنه كان ولا شيء موجودًا سواه، وهو كائن بعد فناء الأشياء كلها، كما قال جل ثناؤه ﴿كُلُّ شَيْءٍ هَالِكٌ إِلَّا وَجْهَهُ﴾ سورة القصص:88»
- قال الزجاج:[16] «الآخر هو المتأخر عن الأشياء كلها، ويبقى بعدها»
- قال الخطابي:[17] «الآخر: هو الباقي بعد فناء الخلق، وليس معنى الآخر ما له ، كما ليس معنى الأول ما له الابتداء، فهو الأول والآخر وليس لكونه أول ولا آخر».[18]
- قال الحليمي:[19] «الأول: الذي لا قبل له، والآخر هو الذي لا بعد له، وهذا لأن (قبل وبعد) نهايتان، فقبل نهاية الموجود من قبل ابتدائه، وبعد غايته من قبل انتهائه، فإذا لم يكن له ابتداء ولا انتهاء لم يكن للموجود قبل ولا بعد، فكان هو الأول والآخر»
- قال البيهقي:[20] «الآخر هو الذي لا انتهاء لوجوده»
- قال السعدي:[21] «والآخر: يدل على أنه هو الغاية، والصمد الذي تصمد إليه المخلوقات بتأهلها، ورغبتها، ورهبتها، وجميع مطالبها»

## في القرآن الكريم
سمى الله نفسه الآخر على سبيل الإطلاق مرادًا به العلمية ودالًا على كمال الوصفية في نص واحد من النصوص القرآنية، قال تعالى: ﴿هُوَ الْأَوَّلُ وَالْآخِرُ وَالظَّاهِرُ وَالْبَاطِنُ وَهُوَ بِكُلِّ شَيْءٍ عَلِيمٌ ۝٣﴾ سورة الحديد:3، قال الطبري: "يقول تعالى ذكره: (هُوَ الأوَّلُ) قبل كل شيء بغير حدّ، (وَالآخِرُ) يقول: والآخر بعد كل شيء بغير نهاية. وإنما قيل ذلك كذلك، لأنه كان ولا شيء موجود سواه، وهو كائن بعد فناء الأشياء كلها، كما قال جلّ ثناؤه: {كُلُّ شَيْءٍ هَالِكٌ إِلا وَجْهَهُ}". وقال البيضاوي: "هو الأول السابق على سائر الموجودات من حيث إنه موجدها ومحدثها. والآخر الباقي بعد فنائها ولو بالنظر إلى ذاتها مع قطع النظر عن غيرها، أو هو الأول الذي تبتدأ منه الأسباب وتنتهي إليه المسببات، أو الأول خارجا والآخر ذهنا".
وقال البغوي: يعني هو الأول قبل كل شيء بلا ابتداء بل كان هو ولم يكن شيء موجودا والآخر بعد فناء كل شيء بلا انتهاء، تفنى الأشياء ويبقى هو. وقال السدي: هو الأول ببره إذ عَرَّفَكَ توحيده والآخر بجوده إذ عَرَّفَكَ التوبة على ما جنيت، وقال الجنيد: هو الأول بشرح القلوب، والآخر بغفران الذنوب".

## في السنة النبوية
كان التابعيُّ سهيلُ بن أبي صالحٍ يقول:
| الآخر (أسماء الله الحسنى) | كانَ أَبُو صَالِحٍ يَأْمُرُنَا، إذَا أَرَادَ أَحَدُنَا أَنْ يَنَامَ، أَنْ يَضْطَجِعَ علَى شِقِّهِ الأيْمَنِ، ثُمَّ يقولُ: اللَّهُمَّ رَبَّ السَّمَوَاتِ وَرَبَّ الأرْضِ وَرَبَّ العَرْشِ العَظِيمِ، رَبَّنَا وَرَبَّ كُلِّ شيءٍ، فَالِقَ الحَبِّ وَالنَّوَى، وَمُنْزِلَ التَّوْرَاةِ وَالإِنْجِيلِ وَالْفُرْقَانِ، أَعُوذُ بكَ مِن شَرِّ كُلِّ شيءٍ أَنْتَ آخِذٌ بنَاصِيَتِهِ، اللَّهُمَّ أَنْتَ الأوَّلُ فليسَ قَبْلَكَ شيءٌ، وَأَنْتَ الآخِرُ فليسَ بَعْدَكَ شيءٌ، وَأَنْتَ الظَّاهِرُ فليسَ فَوْقَكَ شيءٌ، وَأَنْتَ البَاطِنُ فليسَ دُونَكَ شيءٌ، اقْضِ عَنَّا الدَّيْنَ، وَأَغْنِنَا مِنَ الفَقْرِ. وَكانَ يَرْوِي ذلكَ عن أَبِي هُرَيْرَةَ، عَنِ النبيِّ صَلَّى اللَّهُ عليه وَسَلَّمَ | الآخر (أسماء الله الحسنى) |

## دلالات اسم الله (الآخِر)
من الدلالات في اسم الله (الآخِر):
أولاً: يدل على أن الله –تعالى- هو الغاية، والصمد الذي تصمد إليه المخلوقات بتأهلها، ورغبتها، ورهبتها، وجميع مطالبها".
ثانياً: له دلالة على بيان إحاطة الربّ –تبارك وتعالى- بخلقه، إحاطة زمانية، فإحاطةُ أوليته وآخريته بالقَبل والبعد، وكل سابق انتهى إلى أوليته، وكل آخر انتهى إلى آخريته، وآخريته -سبحانه- بقاؤه بعد كل شيء، فأحاطت أوليتُه وآخريتُه بالأوائل والأواخر، فما من أول إلا والله قبله، وما من آخر إلا والله بعده، فهو –جل وعلا- الأول فليس قبله شيء، والآخر فليس بعده شيء، وهذه إحاطة زمانية.

## الآثار الإيمانية من اسم الله (الآخِر)
أولاً: أن العبودية باسمه (الآخِر)، تقتضي عدم ركون العبد ووثوقه بالأسباب والوقوف معها، فإنها تعدم لا محالة وتنقضي بالآخرية، ويبقى الدائم الباقي بعدها، فالتعلق بها تعلق بما يعدم وينقضي، والتعلق بالآخر عز وجل تعلق بالحي الذى لا يموت ولا يزول، فالمتعلق به حقيق أَن لا يزول ولا ينقطع، بخلاف التعلق بغيره مما له آخر يفنى به، كذا نظر العارف إِليه بسبق الأَولية؛ حيث كان قبل الأَسباب كلها، فكذلك نظره إِليه ببقاء الآخرية؛ حيث يبقى بعد الأسباب كلها، فكان الله ولم يكن شيء غيره، وكل شيء هالك إلا وجهه، فهو الأَول الذى ابتدأَت منه المخلوقات، والآخر الذى انتهت إِليه عبوديتها وإِرادتها ومحبتها، فليس وراءَ الله شيء يقصد ويعبد ويتأَله، كما أَنه ليس قبله شيء يخلق ويبرأَ، فكما كان واحداً في إِيجادك فاجعله واحداً في تأَلهك وعبوديتك، وكما ابتدأ وجودك وخلقك منه فاجعله نهاية حبك وإِرادتك وتأَلهك إِليه لتصح لك عبوديته باسمه الأَول والآخر، وأَكثر الخلق تعبدوا له باسمه الأَول، وإِنما الشأْن في التعبد له باسمه (الآخِر)، فهذه عبودية الرسل وأَتباعهم، فهو رب العالمين وإِله المرسلين -سبحانه-.
ثانياً: إن اسم الله (الآخر) يُورِّثُ في العبد معرفة حقیقة الدنیا. "ومن علم أن الله –سبحانه- (الأول والآخر)، وأنه الدائم الحي الذي لا یموت –سبحانه-، فكل شيء ینتهي إلیه، ویعود إلیه، فلا یفلت أحد من قبضته ولا یدوم أحد إلا وجهه الكریم، وذلك الذي يُورِّثُ في العبد معرفة حقیقة الدنیا، فیقصر أمله فیها لعلمه أنها منقطعة، والكل عنها راحلون، وعن وراثتها زائلون.
ثالثاً: معرفة اسم الله (الآخر) یدفع العبد إلى أن یجتهد للآخرة، فلا یفرح فیها بموجود، ولا یأسف منها بمفقود، فنعیم الدنیا بحذافیره في جنب نعیم الآخرة أقل من ذرة في جنب جبال الدنیا كما قال سبحانه".
رابعاً:الدعاء باسمي الله الأول و الآخِر: عن أبي هريرة قال: «كان رسول الله صلى الله عليه وسلم يأمرنا إذا أخذ أحدنا مضجعه أن يقول: اللهم رب السموات ورب الأرضين، وربنا ورب كل شيء، فالق الحب والنوى، ومنزل التوراة والإنجيل والقرآن، أعوذ بك من شر كل ذي شر أنت آخذ بناصيته، أنت الأول فليس قبلك شيء، وأنت الآخر فليس بعدك شيء، والظاهر فليس فوقك شيء، والباطن فليس دونك شيء، اقض عني الدين وأغنني من الفقر»

## اقتران اسمَي(الآخِر والأول)
اقترن الآخِر باسم الأول في القرآن كما في قوله تعالى ﴿هُوَ الْأَوَّلُ وَالْآخِرُ وَالظَّاهِرُ وَالْبَاطِنُ وَهُوَ بِكُلِّ شَيْءٍ عَلِيمٌ ۝٣﴾ سورة الحديد:3 وفي السنّة (اللَّهُمَّ أَنْتَ الأوَّلُ فليسَ قَبْلَكَ شيءٌ، وَأَنْتَ الآخِرُ فليسَ بَعْدَكَ شيءٌ)، فمنه المبدأ وإليه المعاد، وهو الأول والآخر، وكل الغايات والنهايات إليه تنتهي، ﴿وَأَنَّ إِلَى رَبِّكَ الْمُنْتَهَى ۝٤٢﴾، فانتهت إليه الغايات والنهايات، وليس له سبحانه غاية ولا نهاية، لا في وجوده، ولا في مزيد وجوده، إذ هو الأول الذي ليس قبله شيء، والآخر الذي ليس بعده شيء، ولا نهاية لحمده وعطائه، ...، وهكذا أبداً لا يقف على غاية ولا نهاية.